# Kobra Khan
Kobra Khan je izmišljeni lik iz Mattelove franšize Gospodari svemira. Daleki je potomak nemilosrdnih Ljudi zmija, koji su u dalekoj prošlosti pokušali osvojiti čitavu Eterniju. Izgleda kao križanac između kobre i čovjeka, a pripadnik je Zlih ratnika. U kasnijim verzijama priče njegova odanost fluktuira između Skeletora i naknadno izmišljenog lika kralja Hissa, koji je vođa Ljudi zmija, koji su se oslobodili iz vječnog zarobljeništva i ponovno zaprijetili čitavoj Eterniji.

## Povijest lika
Kobra Khan je pripadnik vrste Reptona, koja čini daleke potomke davno nestale rase Ljudi zmija, koju je porazilo Vijeće mudraca i prognalo u vječnu Prazninu (Void) u drugoj dimenziji. Prema jednoj verziji priče ima sposobnost raspršivati uspavljujuću izmaglicu iz usta koja obara protivnike, dok prema drugoj verziji može izbacivati otrov iz usta koji može imati različitu snagu; od toga da samo nadraži dijelove tijela protivnika i nakratko ga onesposobi, do toga da otrov rastopi metal.
Sljedbenik je zlog Skeletora i prikazan je kao podmukliji i opasniji od ostalih Skeletorovih pristalica. Zaslužan je za oslobođenje Ljudi zmija iz njihova vječnog zarobljeništva, a nakon pojave kralja Hissa, njegova odanost je podijeljena između Skeletora i vođe Ljudi zmija. Ponekad ga se prikazuje i kao veleposlanika Zlih ratnika na dvoru kralja Hissa ili kao Skeletorova špijuna kod Ljudi zmija.

## Originalni mini stripoviGospodari svemira
Prvi put se pojavio u mini stripu "Mač s dvostrukom oštricom" (Double-Edged Sword) iz 1983. godine kao jedan od Skeletorovih Zlih ratnika, ali nema neku veću ulogu u njemu.

## Televizijska adaptacija lika

### He-Man i Gospodari svemira (1983. – 1985.)
Prema originalnoj Filmationovoj animiranoj seriji He-Man i Gospodari svemira iz 1980-ih, Kobra Khan je bio pripadnik miroljubive i skrovite rase Reptona koji su obitavali u podzemnom kraljevstvu ispod Kamene piramide. Budući da se Kobra Khan pridružio Skeletorovim Zlim ratnicima, odbačen je od svoje vrste koja ga doživljava kao izdajnika.
U sukobu s Herojskim ratnicima izbacije uspavljujuću izmaglicu iz usta koja onesposobljava protivnika, što je aluzija na akcijsku značajku Mattelove akcijske figurice kojoj se mogla odvojiti glava od tijela, ispuniti šuplji torzo vodom, a potom bi pritiskom na glavu izlazila voda iz njegovih usta.
Za razliku od većine Skeletorovih sljedbenika koji izgledaju nesposobno i ograničeno, Kobra Khan je bio mračniji lik, rezerviran i jako opasan. U originalnoj seriji često radi u paru s Webstorom.

### He-Man i Gospodari svemira (2002. – 2004.)
U novoj animiranoj adaptaciji He-Mana i Gospodara svemira s početka 2000-ih, Kobra Khan je daleki potomak Ljudi zmija, koji je zarobljen u zatvoru kraljevske palače u Eternosu. U jednom trenutku uspijeva pobjeći iz zatvora te odlazi na Zmijsku planinu gdje se pridružuje Skeletoru i drugim Zlim ratnicima. Za razliku od prethodne verzije animirane serije, u ovoj izbacuje otrov iz svojih očnjaka koji može biti nadražujući ili jako opasan.
Međutim, Kobra Khan je obećao odanost Skeletoru samo kako bi mogao nesmetano tumarati Zmijskom planinom u potrazi za Zmijskom jazbinom unutar koje se nalazi prolaz do zatvorene Praznine u kojoj su već dugi niz stoljeća zarobljeni Ljudi zmije. Iako su He-Man i Zodac osujetili njegovu namjeru i opet zatvorili prolaz u Prazninu, Kobra Khan je uspio osloboditi generala Rattlora. Kasnije je, uz pomoć Evil-Lyn uspio osloboditi kralja Hissa i njegove drevne ratnike te mu se zakleo na vjernost.
Iako ih je Kobra Khan oslobodio, Ljudi zmije ga djelomično preziru i ne doživljavaju jednakim sebi, jer ga smatraju tek dalekim potomkom svoje vrste koji nije iskusio borbu i krv. To mu osobito zamjera general Rattlor, ali budući da je kralj Hsss impresioniran Kobrinom odanošću i sposobnostima, Rattlor se mora držati po strani, što dovodi do tenzija između Kobra Khana i Rattlora u borbi za Hsss-ovu naklonost.

## Sposobnosti, oružje i moći
Budući da je izgledom križanac čovjeka i zmije otrovnice kobre, može ispucavati uspavljujuću izmaglicu ili otrov iz svojih usta.

## Vanjske poveznice
- Kobra Khan – he-man.fandom.com (engl.)